# De viris illustribus
De viris illustribus (lateinisch für „Über berühmte Männer“) ist der Titel verschiedener Sammlungen von Kurzbiografien diverser Autoren.

## Liste
- Sueton – fragmentarisch erhalten; enthielt Kurzbiographien von Berühmtheiten der römischen Literatur
- De viris illustribus (Nepos) des Cornelius Nepos – teilweise erhalten; Biografien nichtrömischer Feldherren und lateinischer Historiker
- De viris illustribus, eine biographisch gestaltete Geschichte der römischen Königszeit und Republik aus der ersten Hälfte des 4. Jahrhunderts; Verfasser unbekannt
- Hieronymus – 135 Biographien über die damaligen Kirchenschriftsteller (-419 n. Chr.)
- Gennadius von Marseille – Erweiterung der Sammlung des Hieronymus
- Francesco Petrarca – 36 Biografien (1. Druck: »Vite Illustri Capitani«, Übersetzung: »Libro degli huomini famosi«)

Ähnliche lautende Werktitel:
- Giovanni Boccaccio – De casibus virorum illustrium und De mulieribus claris (eine Sammlung von 106 Biografien berühmter Frauen)